# Клюєва Тетяна Миколаївна
Тетяна Миколаївна Клюєва (Гагіна) (нар.. 25 серпня 1951) — українська радянська актриса, що прославилася завдяки ролі Варвари-краси у фільмі-казці Олександра Роу «Варвара-краса, довга коса».

## Життєпис
Тетяна Клюєва народилася 1951 року в Москві. Будучи школяркою, дебютувала в епізоді у фільмі Олександра Мітти «Дзвонять, відкрийте двері».
Закінчила Державний інститут театрального мистецтва імені Анатолія Васильовича Луначарського (нині — Російський інститут театрального мистецтва) в 1974 році. Однак від кар'єри кіноактриси відмовилася, вийшла заміж за моряка далекого плавання Гагіна і поїхала з ним до Севастополя. Аби прожити навіть займалась торгівлею.
Згодом у 1980-1990-ті роки знімалась у деяких фільмах, включаючи українські телесеріали Царівна та Острів любові.
Син — сепаратист Ян Дмитрович Гагін, радник «голови ДНР» Д. Пушиліна.

## Фільмографія
1. 1965 — Дзвонять, відкрийте двері — школярка в актовому залі
2. 1965 — Акваланги на дні — Оксана
3. 1967 — Шосте літо
4. 1969 — Варвара-краса, довга коса — Варвара-краса
5. 1973 — Найсильніший — Гюльчек
6. 1976 — Зустрінемося біля фонтану — Рая, шеф-кухар
7. 1981 — Пора червоних яблук — Хадіжа
8. 1981 — Яблуко на долоні — Люся, продавчиня
9. 1988 — З ким одружена співачка? — Вероніка Шустрова
10. 1994 — Царівна — тітка
11. 1995 — Острів любові (Фільм 8-й «Заручники») — Варвара Карпівна Сухобрієва, мати